# Poecilimon deplanatus
Poecilimon deplanatus är en insektsart som beskrevs av Brunner von Wattenwyl 1891. Poecilimon deplanatus ingår i släktet Poecilimon och familjen vårtbitare. IUCN kategoriserar arten globalt som nära hotad. Inga underarter finns listade i Catalogue of Life.